# Heinz-Adolf Heper
Heinz-Adolf Heper (* 12. Oktober 1920) ist ein ehemaliger deutscher Fußballspieler.

## Werdegang
Heper begann seine Karriere bei Minden 05 und wechselte später zum 1. SC Göttingen 05. Zwischen 1948 und 1952 absolvierte er 51 Spiele in der seinerzeit erstklassigen Oberliga Nord. Anschließend wechselte er zu Eintracht Braunschweig. Bei der Eintracht kam Heper jedoch nur noch zu einem Einsatz im DFB-Pokal. Später war er Trainer beim FC Grone.
Neben seiner Fußballkarriere arbeitete Heper als Sportlehrer und Mediziner und erwarb den Doktortitel. In seiner Dissertation Leistungssteigerung durch chemische Mittel im Sport berichtete er 1949 von einem Dopingexperiment während seiner Zeit in Göttingen, bei der er seinen Mitspielern Pervitin verabreichte.